# Le Frasnois
Le Frasnois is een gemeente in het Franse departement Jura (regio Bourgogne-Franche-Comté) en telt 151 inwoners (1999). De plaats maakt deel uit van het arrondissement Lons-le-Saunier.
In de gemeenten Le Frasnois en La Chaux-du-Dombief ligt het Lac d'Ilay, een meer van 72 ha. Op een eilandje in het meer leefden vanaf de 9e eeuw monniken.

## Geografie
De oppervlakte van Le Frasnois bedraagt 15,3 km², de bevolkingsdichtheid is 9,9 inwoners per km².
Het Lac d'Ilay is een meer van 72 ha dat ongeveer 20.000 jaar geleden is ontstaan na de IJstijd. Het meer wordt gevoed vanaf het meer Grand Maclu en watert af in de Hérisson. In de gemeente liggen ook de meren Grand en Petit Maclu en het Lac de Narlay.

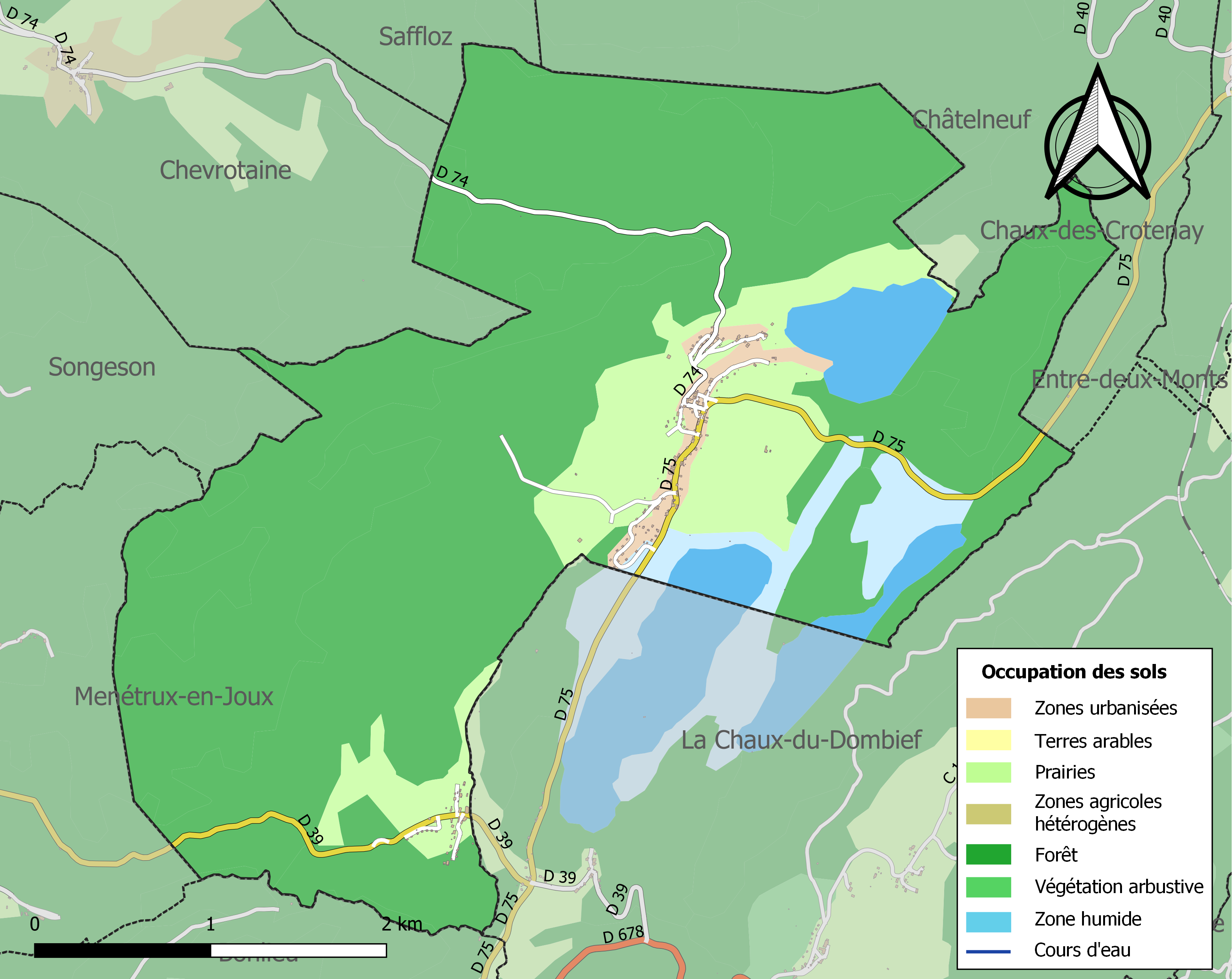
Kaart van de gemeente met de belangrijkste infrastructuur, bodemgebruik en omliggende gemeenten

## Demografie
Onderstaande figuur toont het verloop van het inwonertal (bron: INSEE-tellingen).